# МСК (система единиц измерения)
МСК (МСС) — система единиц измерения, в которой основными единицами являются единица длины метр, единица времени секунда и единица силы света кандела. До 1967 года единица силы света носила наименование свеча, и, соответственно, система называлась МСС.
Система использовалась ранее для выражения световых величин. В СССР система МСК была введена ГОСТом 7932—56 «Световые единицы» взамен действовавшей до того системы единиц МКСЛ. МСК вошла в качестве составной части в Международную систему единиц (СИ) и потому в настоящее время самостоятельного значения не имеет.
Кроме канделы, в качестве единиц световых величин в системе МСК использовались единица светового потока люмен, единица освещённости поверхности люкс и единица яркости нит.